# Chirosia miyazakii
Chirosia miyazakii är en tvåvingeart som först beskrevs av Masayoshi Suwa 1974.  Chirosia miyazakii ingår i släktet Chirosia och familjen blomsterflugor. Inga underarter finns listade i Catalogue of Life.